# Konstantinos Stefanopoulos
Konstantinos Stefanopoulos, född 15 augusti 1926 i Patras, död 20 november 2016 i Aten, var en grekisk politiker. Han var Greklands president i två mandatperioder mellan 8 mars 1995 och 12 mars 2005.